# Dolmen la Pierre Couverclée

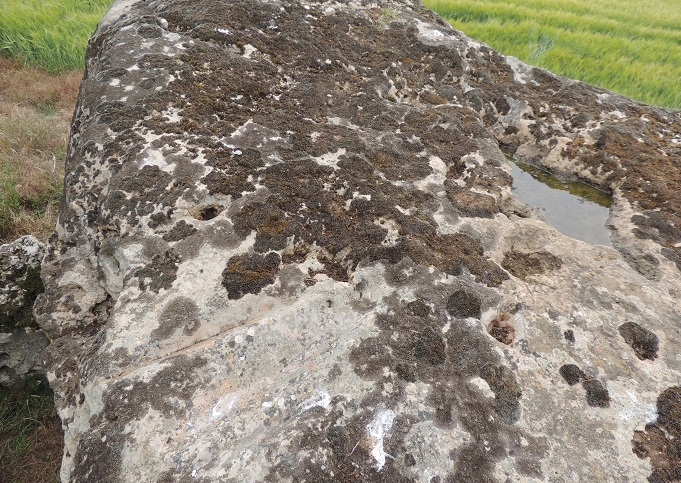
Deckstein des Dolmen la Pierre Couverclée

Der Dolmen la Pierre Couverclée (auch La Couvre-Clair genannt) liegt bei Neuvy-en-Dunois im Département Eure-et-Loir in Frankreich. Dolmen ist in Frankreich der Oberbegriff für neolithische Megalithanlagen aller Art (siehe: Französische Nomenklatur).
Der auf zwei Tragsteinen ruhende kompakte Deckstein aus Sandstein ist mit einer Länge von 3,55 m, einer Breite von 2,25 m, einer Dicke von 0,70 m und einem Gewicht von etwa 15 Tonnen ist sehr groß und weist auf seiner Oberseite drei Wetzrillen und zwei Schälchen auf. Sie bezeugen offenbar die Wiederverwendung eines ehemaligen Polissoirs als Deckstein. Der Block stammt gemäß der geologischen Karte aus dem etwa 2,0 km entfernten Villars.